# Kuvata Takajuki
Kuvata Takajuki (Hirosima, 1941. június 26. –) japán válogatott labdarúgó.

## Nemzeti válogatott
A japán válogatottban 5 mérkőzést játszott, melyeken 2 gólt szerzett.

## Statisztika
| Japán válogatott | Japán válogatott | Japán válogatott |
| Időszak          | Mérk.            | gól              |
| ---------------- | ---------------- | ---------------- |
| 1961             | 2                | 1                |
| 1962             | 3                | 1                |
| Összesen         | 5                | 2                |